# Blake Masters
Blake Gates Masters, né le 1er janvier 1986 à Denver, Colorado, est un capital-risqueur, auteur et homme politique américain. Membre du Parti républicain, il est connu pour avoir co-écrit le livre Zero to One avec Peter Thiel et pour sa candidature au Sénat des États-Unis en Arizona en 2022.

## Biographie
Blake Masters naît à Denver en 1986 et grandit à Tucson, Arizona. Il obtient un baccalauréat en sciences politiques à l’Université Stanford en 2008, puis un doctorat en droit (J.D.) à la Stanford Law School en 2012.
En 2012, alors étudiant, il publie des notes détaillées sur un cours de Peter Thiel à Stanford, qui deviennent virales et servent de base au livre Zero to One: Notes on Startups, or How to Build the Future, co-écrit avec Thiel et publié en 2014. Il rejoint ensuite Thiel Capital comme directeur des opérations et devient président de la Thiel Foundation.
En 2013, il co-fonde Judicata, une start-up de recherche juridique, qu’il quitte en 2014. En 2014, il est nommé dans la liste Forbes 30 Under 30.

## Carrière politique
En 2022, Blake Masters se présente à l’élection sénatoriale en Arizona pour le Parti républicain. Soutenu par Peter Thiel, qui finance sa campagne à hauteur de 15 millions de dollars, et par l’ancien président Donald Trump, il remporte la primaire républicaine. Il est cependant battu par le démocrate sortant Mark Kelly lors de l’élection générale, avec 46,5 % des voix contre 51,4 %.
En 2024, il se présente à la Chambre des représentants pour le 8e district de l’Arizona, mais perd la primaire républicaine face à Abraham Hamadeh.

## Controverses
Durant sa campagne de 2022, Masters est critiqué pour des propos tenus dans sa jeunesse, notamment sur des forums en ligne, où il défendait des positions isolationnistes et critiquait la guerre en Irak. Certains de ses discours de campagne, évoquant des théories controversées sur l’immigration, ont suscité des débats.

## Vie personnelle
Blake Masters est marié à Catherine Masters depuis 2012. Le couple a trois fils.

## Publications
- Zero to One: Notes on Startups, or How to Build the Future (avec Peter Thiel, 2014)